# Mlčení – Bajka
Mlčení – Bajka (v anglickém originále „Silence – A Fable“) je krátká povídka amerického spisovatele a literárního teoretika Edgara Allana Poea z roku 1838. Spíše než o bajku se jedná o báji, mýtus.
V češtině vyšla např. v knize Krajina stínů (Aurora, 1998).
Neznámý posluchač si vyslechne démona, jenž mu vypráví o bezútěšné krajině v oblasti Libye. Na skále sedí majestátní muž oděný do římského roucha a čelí zkouškám ďábla, který na něj sesílá živly. Muž statečně snáší veškeré nepřízně a uprchne teprve poté, co démon sešle na krajinu absolutní ticho.
Edgar Allan Poe napsal v dopise Jamesi Russellu Lowellovi, význačnému americkému básníkovi té doby:
„Můj život byl až dosud pouhý vrtoch – impuls – vášeň – touha po samotě – opovržení vším, co mě obklopuje – a upřímná touha po budoucnosti,“ 
Podobnou osamělost lze vypozorovat v postavě Římana sedícího na skále.

## Příběh
Ďábel vypráví historku neznámému posluchači o bezútěšné oblasti v okolí řeky Zaire, kde není ticho ani mlčení. Lekníny se pohupují v bahnité vodě a vzdychají jeden k druhému. Na břehu řeky se kymácejí pravěké stromy a u kořenů se jim splétají podivné jedovaté rostliny. Není zde ticho ani mlčení.
V noci padal déšť a měnil se v krev, když démonův zrak spočinul na skále, do níž je vyryt nápis:
BEZÚTĚŠNOST
Démon pohlédne vzhůru a spatří na skále vznešeného muže oděného v římské tóze. Majestátní muž hledí zamyšleně do nedaleké pouště a z jeho tváře lze vyčíst zármutek, únavu z lidstva i touhu po samotě. Démon vyzve hrochy, aby zařvali pod úpatím skály a sleduje počínání muže. Ten sedí neochvějně dál na skále.
Démon sešle bouři, ale ani ta neodradí vytrvalého muže. Démon je rozlícen a prokleje krajinu mlčením. Vše ztichne a na skále se objeví nápis:
MLČENÍ
Tvář muže je poznamenána hrůzou. Napjatě naslouchá, zda neuslyší sebenepatrnější zvuk, ale nic se neozývá. Muž se otočí a utíká pryč.
Posluchač považuje tuto báji za nejkrásnější ze všech. Když ďábel dovypráví příběh, spadne do hlubin hrobu a směje se. Posluchač se nedokáže smát s ním a je démonem proklet. Z hrobky – svého domova – vyjde rys, ulehne k nohám opět přítomného démona a zahledí se mu do tváře.